# Reisedepeschen Verlag
Der Reisedepeschen Verlag ist ein unabhängiger Verlag für Reiseliteratur mit Sitz in Berlin. Er wurde 2018 von Marianna Hillmer und Johannes Klaus gegründet. Der Verlag publiziert jährlich eine kleine Zahl sorgfältig gestalteter Bücher und hat sich auf hochwertige erzählerische Reiseliteratur und individuelle Reiseführer spezialisiert. Der Verlag verfolgt einen kuratierten, gestalterisch ambitionierten Ansatz und legt besonderen Wert auf authentische Reiseerfahrungen, Nachhaltigkeit und Diversität. 2024 wurde Reisedepeschen mit dem Deutschen Verlagspreis ausgezeichnet.

## Geschichte
Der Verlag ging aus dem 2011 gegründeten Reiseblog Reisedepeschen hervor, der persönliche Reiseberichte aus aller Welt versammelt und 2011 mit dem Grimme Online Award ausgezeichnet wurde. Die Gründung des Verlags erfolgte 2018 durch die Literaturwissenschaftlerin Marianna Hillmer und den Grafiker und Blogger Johannes Klaus. Eine Crowdfunding-Kampagne auf der Plattform Startnext ermöglichte die Finanzierung der ersten drei Buchprojekte. Bereits im ersten Jahr gewann der Verlag eine Wildcard zur Frankfurter Buchmesse.
2020 initiierte Reisedepeschen die Aktion #BookFriday als bewusste Alternative zum „Black Friday“, um auf die Bedeutung unabhängiger Verlage und der Buchpreisbindung aufmerksam zu machen.

## Gestaltung
Der Verlag ist bekannt für seine hohe gestalterische Qualität. Viele Bücher kombinieren Text mit Fotografie, Illustration und Typografie. Die visuelle Sprache ist eng mit dem inhaltlichen Konzept der Titel verzahnt. Für diese Buchgestaltung erhielt der Verlag mehrere Auszeichnungen, u. a. von der Stiftung Buchkunst und dem Art Directors Club Deutschland.

## Autorinnen und Autoren
Reisedepeschen arbeitet sowohl mit erfahrenen Reiseschriftstellern als auch mit Debütierenden. Zu den veröffentlichten Autorinnen und Autoren zählen Priska Seisenbacher, Simone Harre, Jennifer McCann, Cindy Ruch, Philipp Laage, Magda Lehnert, Anna Sanner und Fritz Schumann.

## Publikationen (Auswahl)
- Roadtrip – Eine Liebesgeschichte von Jennifer und Peter Glas (2018)[6]
- China, wer bist du? von Simone Harre (2020)[7]
- Vom Glück zu reisen von Philipp Laage (2019)[8]
- Afrika ist kein Land von Jennifer McCann (2021)[9]
- Europa mit dem Zug von Cindy Ruch (2021, 2023, 2025)[10][11]
- Reisehandbuch Slowenien von Magda Lehnert (2023)[12]
- Die Meere des Mondes von Robert Steinmüller(2023)[13]
- Rette rette Fahrradkette (2024) von Ana und Ida Lutzenberger[14]

## Autorinnen und Autoren
Seit seiner Gründung hat Reisedepeschen zahlreiche Autoren veröffentlicht, von denen viele erstmals an Buchprojekten beteiligt waren. Dazu gehören unter anderem Priska Seisenbacher, Philipp Laage, Simone Harre, Jennifer McCann, Fritz Schumann, Cindy Ruch, Magda Lehnert, Anna Sanner sowie die Schwestern Ana und Ida Lutzenberger. Etwa zwei Drittel der Soloerscheinungen stammen von Frauen.

## Auszeichnungen
- Deutscher Verlagspreis (2024)[1]
- Im Pamir: International Travel BookAward 2025 in der Kategorie KulturEN
- Rette rette Fahrradkette (2024): Auszeichnung beim ADC Award 2025[16]
- Die Meere des Mondes (2024): Bronze beim ADC Award 2024[17]
- German Design Award, diverse Nominierungen
- Spielplatzguide Berlin: 2. Platz „Schönstes Regionalbuch“ 2020
- Die wundersamen Zwölf (2020): Auszeichnung der Stiftung Buchkunst[18]
- Publikumspreis Literaturhaus Hannover (2019), 2. Platz

## Förderprogramme
2023 schrieb der Verlag den Field Trip Award aus – ein Schreibwettbewerb für Reiseautor:innen. Der Preis umfasste eine Reiseförderung sowie die Publikation der Gewinnerbeiträge. Ziel war die Förderung origineller, sensibler Reiseerzählungen jenseits touristischer Klischees. Daraus entstand die Anthologie Von Neugierde, Mut und Reiselust – Ehrliche Reisestories mit den 32 besten Einreichungen des Wettbewerbs.